# Plagiochila handelii
Plagiochila handelii là một loài rêu trong họ Plagiochilaceae. Loài này được Herzog mô tả khoa học đầu tiên.